# Каркупино, Фернандо
Фернандо Каркупино (итал. Fernando Carcupino; 1922, Милан — 2003, Милан) — иллюстратор, художник историй в картинках.

## Биография
Проживал длительное время в странах Северой Европы, Нью-Йорке, африке и на Среднем Востоке.
В 1983 году Президент Италии Алессандро Пертини наградил Каркупино орденом «За заслуги перед Итальянской Республикой» за заслуги в области искусства.
В 1989 году выполняет портрет Папы Римского Иоанна Павла II. По этому случаю Папа приглашает его встретиться с ним.
В 1989 году он написал по заказу портрет Папы Иоанна Павла II £ D, который два года назад находился на руках у своей матери, и был приглашен по этому случаю в Ватикан для личной встречи.
С середины 1970-х годов и вплоть до своей смерти Каркупино занимался живописью, создавал пейзажи, натюрморты, портреты матери и ребёнка, рисовал женские обнаженные тела.
Умер в Милане 22 марта 2003 года в возрасте 80 лет. Ретроспективные выставки его работ были проведены в следующем году в Центре Современного Искусства Луиджи Печчи в Прато и Палаццо Кузано, Где Каркупино жил с 1946 года до середины 1950-х годов.
Его работы находятся во многих частных коллекциях, а также в постоянной коллекции Galleria d’arte Gelmi в Милане.

## Награды и знаки отличия
- Орден «За заслуги перед Итальянской Республикой» (Cavaliere dell’Ordine al Merito della Repubblica Italiana).
- Кавалер труда (1983)